# ユリウス・フォン・クレーファー
ユリウス・フォン・クレーファー（Julius Sergius von Klever、ロシア語:Юлий Юльевич Клевер (Yuliy Yuliyovych Klever)、1850年1月31日 - 1924年12月24日）は現在のエストニア出身のロシアの風景画家である。

## 略歴
当時、ロシア統治下にあったタルトゥで生まれた。父親は獣医学校の薬学の教授だった。早くか絵画の才能を示し、タルトゥの画家、キューゲルゲン(Konstantin von Kügelgen)の指導を受けた 。タルトゥの学校を卒業し、サンクトペテルブルクの帝国美術アカデミーに入学し、父親の望む建築を専攻したがすぐに風景画のクラスに移り、ソクラト・ヴォロビョフやミハイル・クロトに学んだ。
1870年にアカデミーで学ぶのを止め、作品を展覧会に出すようになり、1871年に有力な貴族、ストロガノフ公爵(Pavel Sergeyevich Stroganov)に作品を買い上げられ、翌年作品はロシア大公女、マリア・ニコラエヴナに買い上げられた。1874年から帝国美術振興協会( Императорское общество поощрения художеств)の展覧会に出展するようになり、1878年に帝国美術アカデミーの学位が中退であったにもかかわらず与えられた。
1879年に有名な俳優でアマチュア画家のワシリー・サモイロフと現エストニアのナイッサール島で作品制作を行い、作品は富豪のパーヴェル・トレチャコフや皇帝、アレクサンドル3世を含む、皇帝の家族が買い上げた。帝国美術アカデミーの教授にも任命された。1885年のアントウェルペンの国際博覧会のロシアの展示の準備に参加した。この頃多くの絵の注文をこなしていた。

1890年代に入って、友人のアカデミーの事務長の金銭的スキャンダルもあって神経衰弱になり、療養のために家族とドイツのノイシュトレーリッツに移り1915年まで過ごし、第一次世界大戦が始まった後、ロシアに戻った。
ロシア革命の後は、A.I.クインジ美術協会の支援を受け、改組されたアカデミーなどで教えた。
レニングラードと改名されたサンクトペテルブルクで1924年に死去した。

## 作品

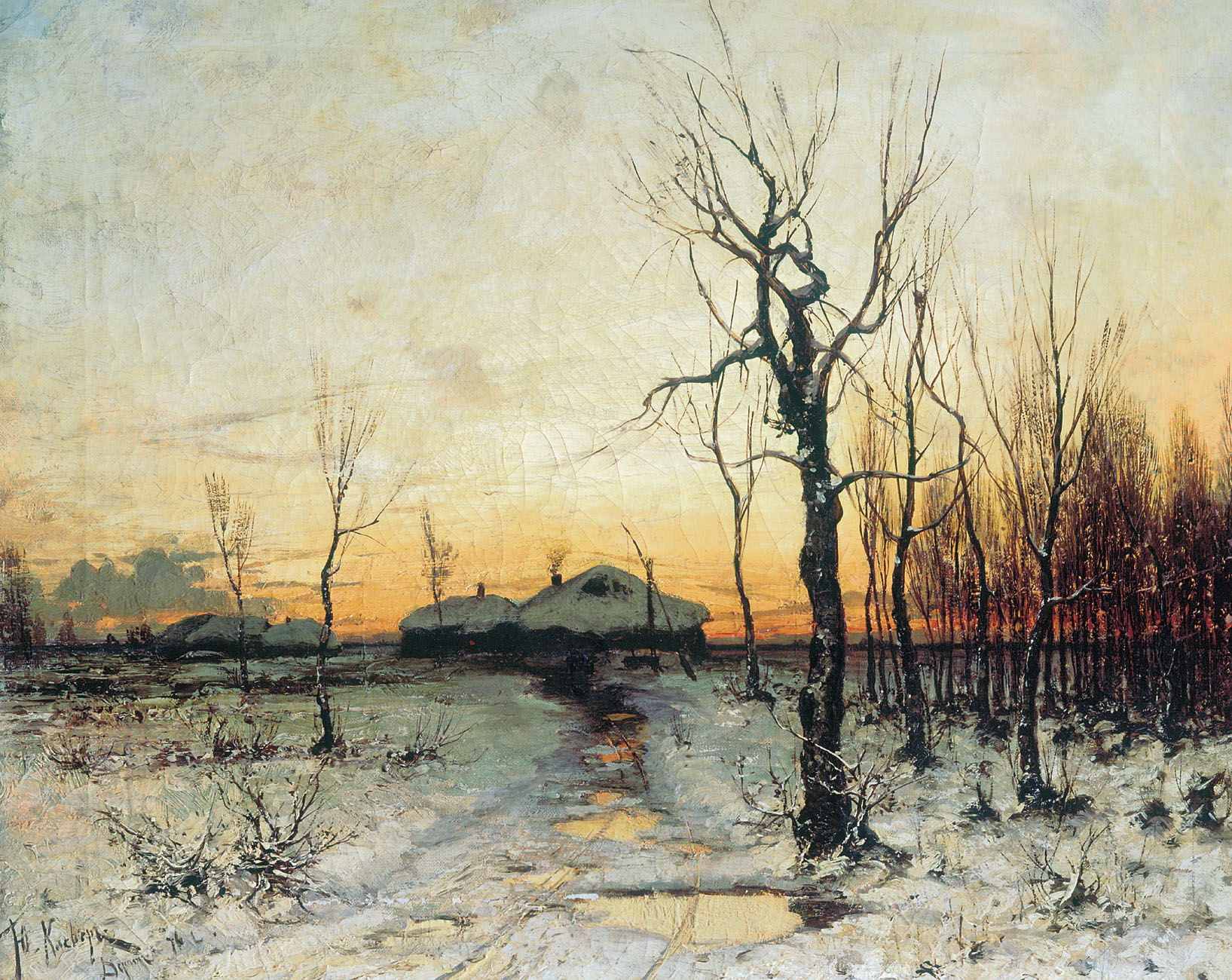
「冬」 (1876)
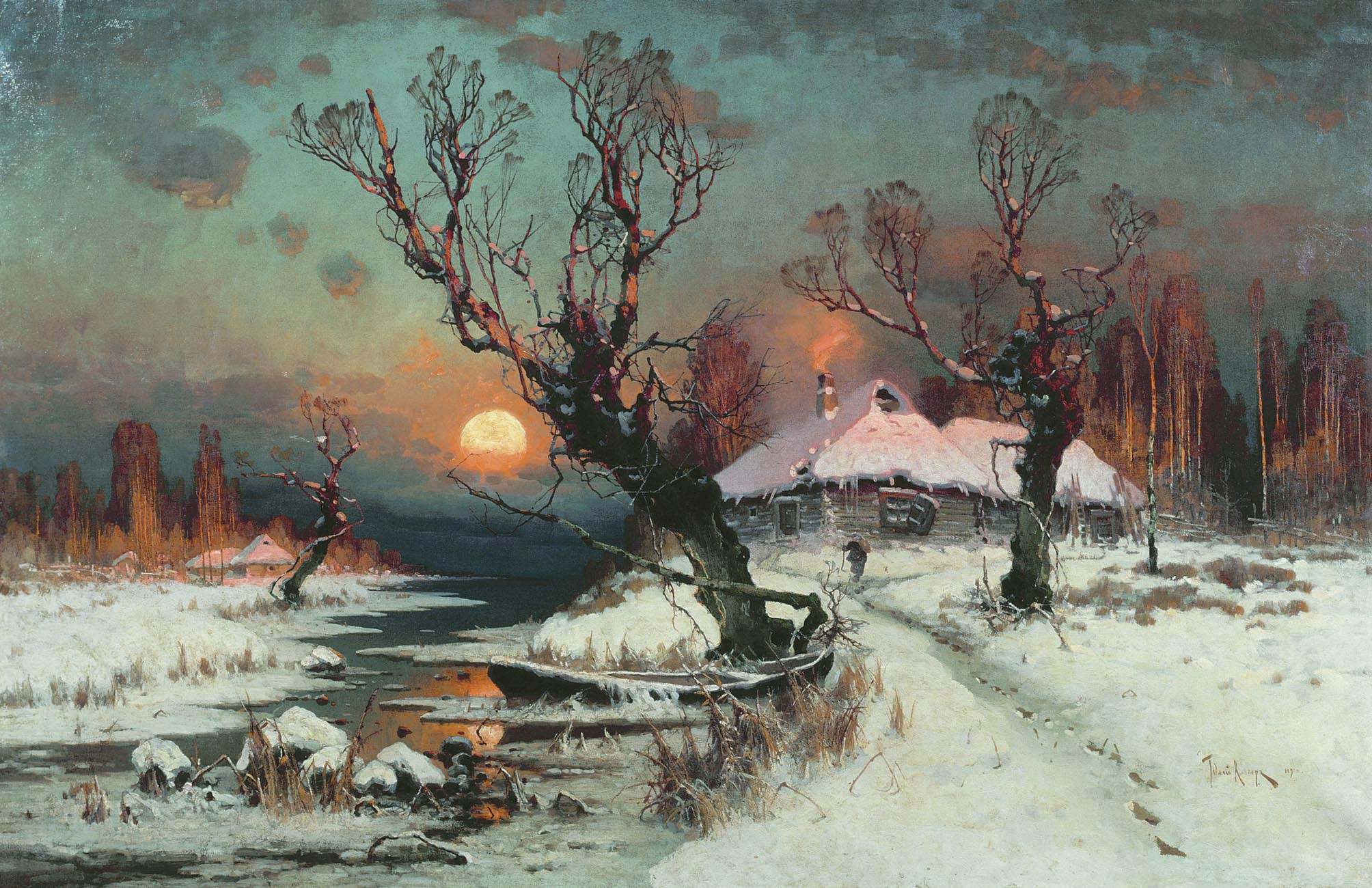
「冬の日没」 (1891)
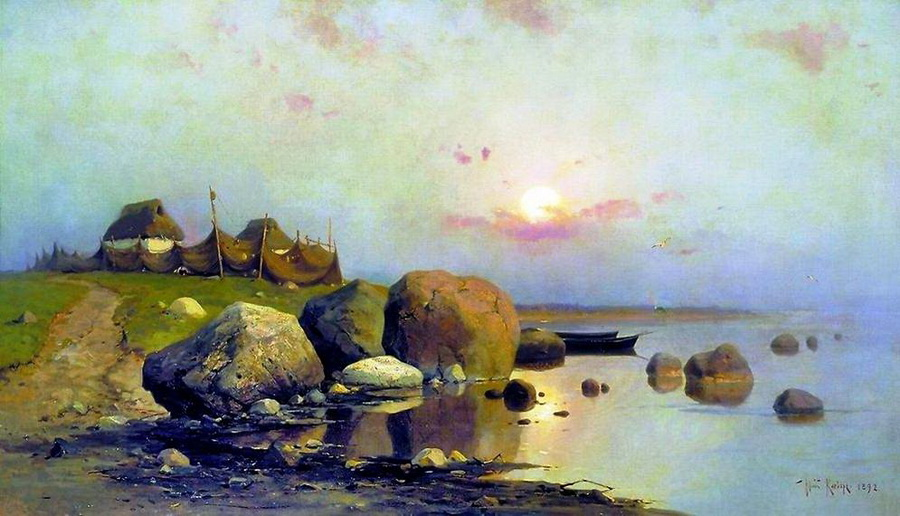
「漁村」

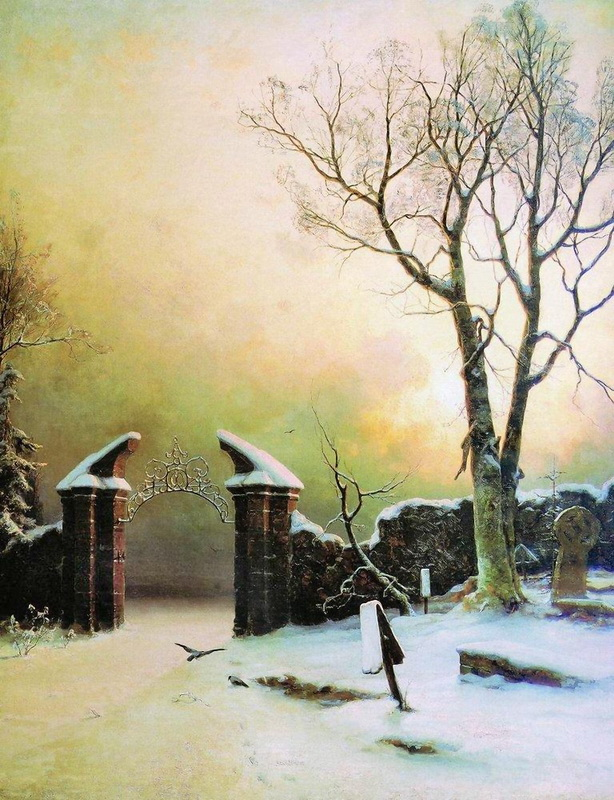
「忘れられた墓地」 (1890)
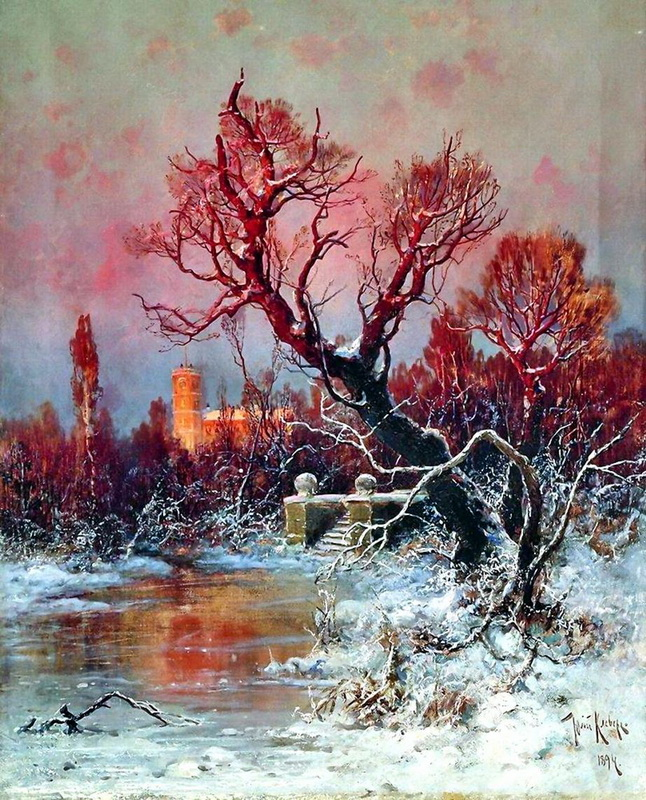
ガッチーナ宮殿の公園
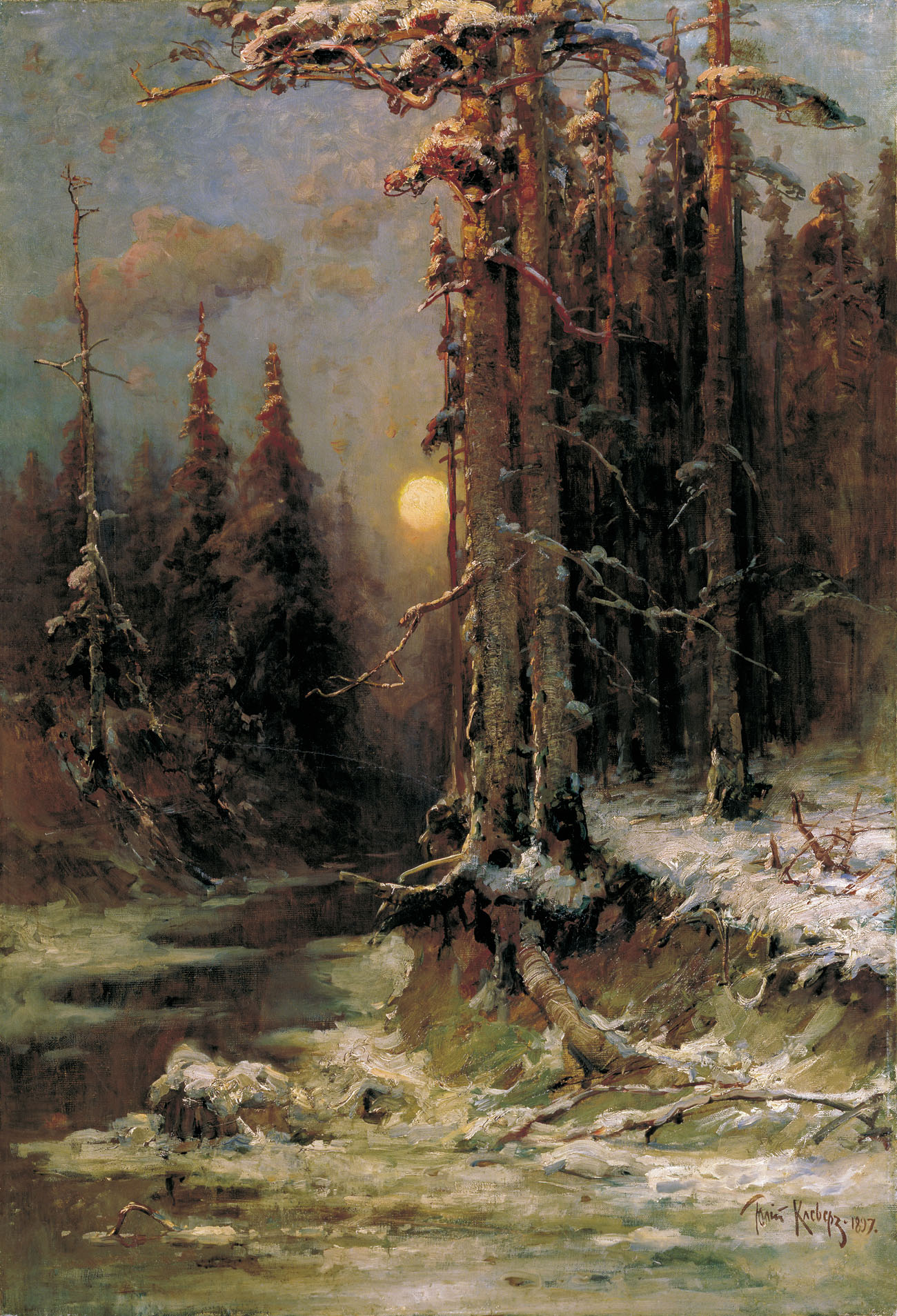
「冬の日没」 (1897)
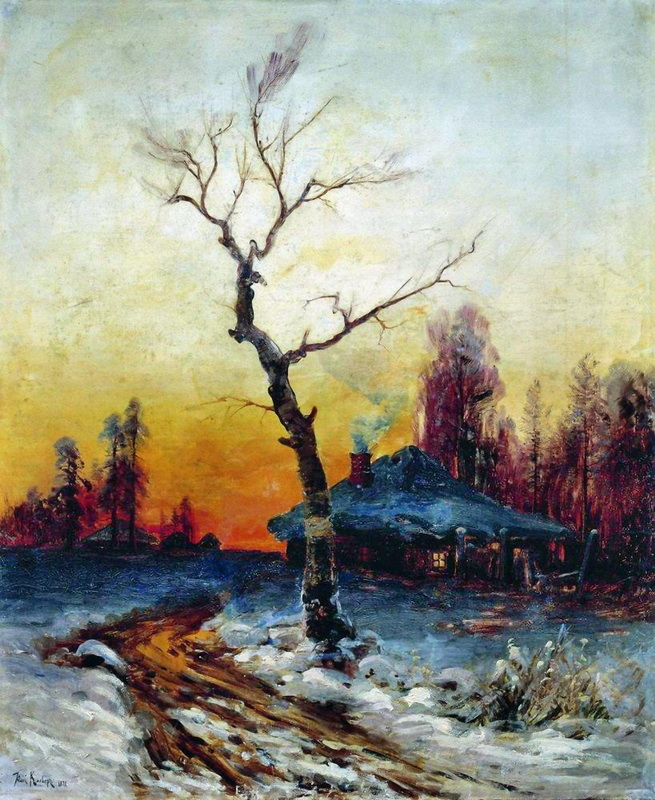
「冬の夜」

## 関連図書
- Valery Zhiglov, Художник Ю. Ю. Клевер (1850 – 1924), Litres, 2016 ISBN 5-04-003225-0
- Alfried Nehring: JULIUS VON KLEVER Maler am Mare Baltikum [Bildbiografie] 2019(deutsch), Selbstverlag, in Leinen gebunden mit farbigem Schutzumschlag, 88 S., 112 farbige Abb., Format A4, ISBN 978-3-941064-75-1